# Belmont (Wellington)
Pour les articles homonymes, voir Belmont.
Ne doit pas être confondu avec Belmont (Auckland, Nouvelle-Zélande).
Belmont est une banlieue de la ville de Lower Hutt, située au nord de la cité de la capitale Wellington dans la partie sud de l'île du Nord de la Nouvelle-Zélande.

## Situation
Elle siège sur la rive ouest du fleuve Hutt et sur le trajet de la route State Highway 2/SH 2 (en), qui est la route principale allant de la capitale Wellington à la vallée de Hutt et traversant le fleuve au niveau du centre de la ville de Lower Hutt. Elle borde le parc régional de Belmont (en) et est caractérisée par de nombreuses espèces de plantes natives et du bush avec de beaux points de vue.

## Municipalités limitrophes

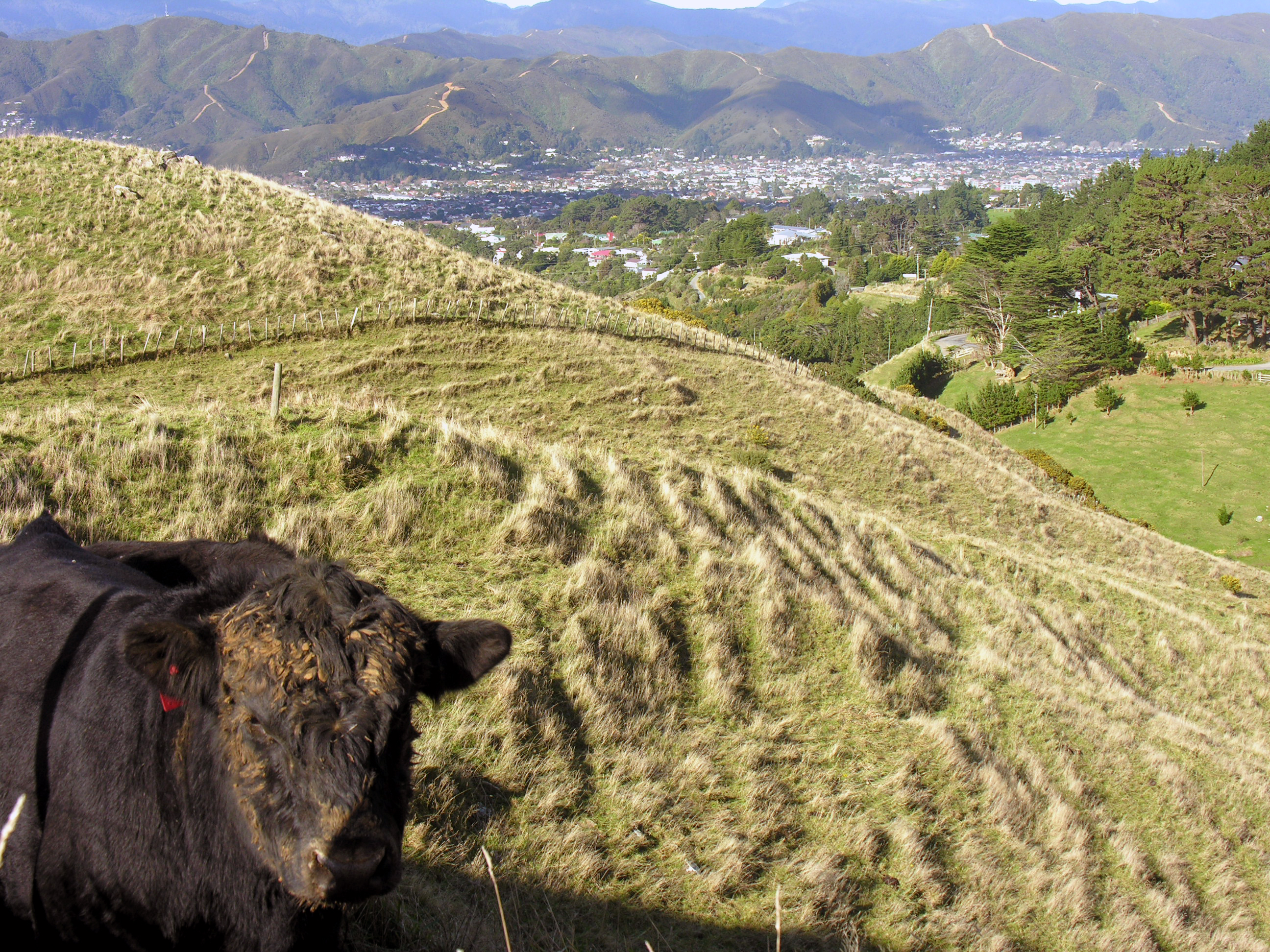
La vallée de Hutt vue de Belmont

C’est le siège de la gare de Belmont (en) (fermée en 1954).

## Histoire
Le « Belmont Picnic Grounds » était un lieu réputé pour les sorties au début des années1900. Son fonctionnement était assuré initialement par Mr Kilminster (de 1911 à 1914), puis par Mr C. E. Clarke (de 1914 à 1919, et finalement par Mrs Eliza Presants, la femme de Philip Robert Presants (en), vers 1920 et jusqu’en 1932,.

## GNS
Le GNS (institut des sciences nucléaires) (en) a une sous-station dans le secteur[citation nécessaire].

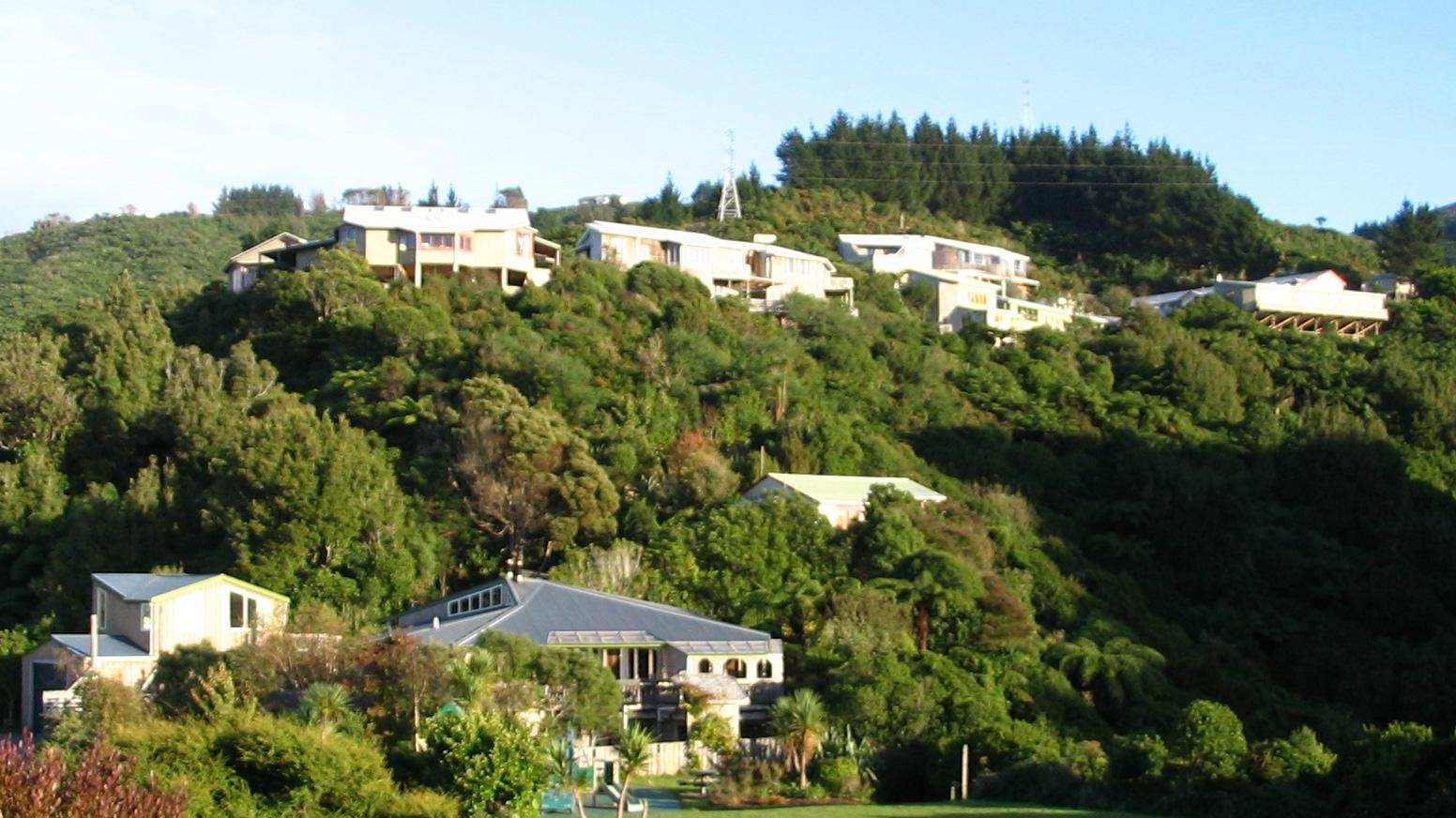

## Maison Raphaël
Le secteur est le siège de la Raphael House Rudolf Steiner School (en)(une école de type enseignement :Steiner-Waldorf).